# Komięga

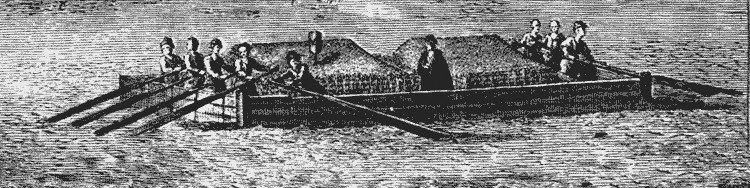
Komięga

Komięga (komiega) – w XVI–XIX w. był to flisacki statek rzeczny bez masztu, poruszany jedynie za pomocą wioseł.
Ponieważ charakteryzował się niewielkim zanurzeniem można było go wykorzystywać do żeglugi po płytszych rzekach. Budowano go w kształcie czworoboku i wyposażano w 7–9 wioseł. Na Wiśle statkami tymi przewożono różne towary, przede wszystkim zboże do Gdańska. Były to statki jednorazowego użytku, po dotarciu do portu przeznaczenia rozbierano je, odzyskany materiał odsprzedawano (np. na opał), a ich załogi wracały do swoich domów drogą lądową. Komięgę obsługiwała zazwyczaj załoga złożona z 9 do 11 flisaków, a jej ładowność dochodziła do 35 łasztów, czyli około 70 ton.